# Christian Gottlieb Dachselt
Christian Gottlieb Dachselt (* 16. Dezember 1737 in Kamenz; † 22. Dezember 1804 in Dresden) war ein deutscher Organist.

## Leben
Dachselt kam im Alter von 12 Jahren als Chorschüler an die Dresdner Hofkapelle. Nach Abschluss seiner dortigen Studien bei Johann Christoph Richter verließ er 1758 die Kapelle. Im Jahr 1768 wurde er Organist an der Dresdner Waisenhauskirche; im folgenden Jahr wurde ihm zusätzlich das Organistenamt der Johanniskirche übertragen.
Er wurde 1785 als Nachfolger Christian Ehregott Weinligs Organist der Frauenkirche. 
Seit 1769 war Dachselt zudem als kurfürstlicher Hofnotist angestellt. 
Er besaß eine umfangreiche musikalische Bibliothek. Sein 1805 angekaufter Nachlass bildete den Grundstock der Musikabteilung der heutigen Sächsischen Landesbibliothek.